# La Crónica (Perú)
La Crónica fue un diario peruano, editado en Lima como tabloide, siendo el primero de este género impreso en el Perú, y el único que en una época dio a la publicidad tres ediciones diarias (La Crónica, La Segunda y La Tercera). Recurrió también al formato llamativo e inició la publicación de suplementos. Circuló de 1912 a 1990. Fue siempre un diario ligado al poder político de turno, aunque no incidió mucho en el tratamiento de la información política y se orientó más a las campañas de interés popular, las noticias policiales y los deportes.

## Nacimiento

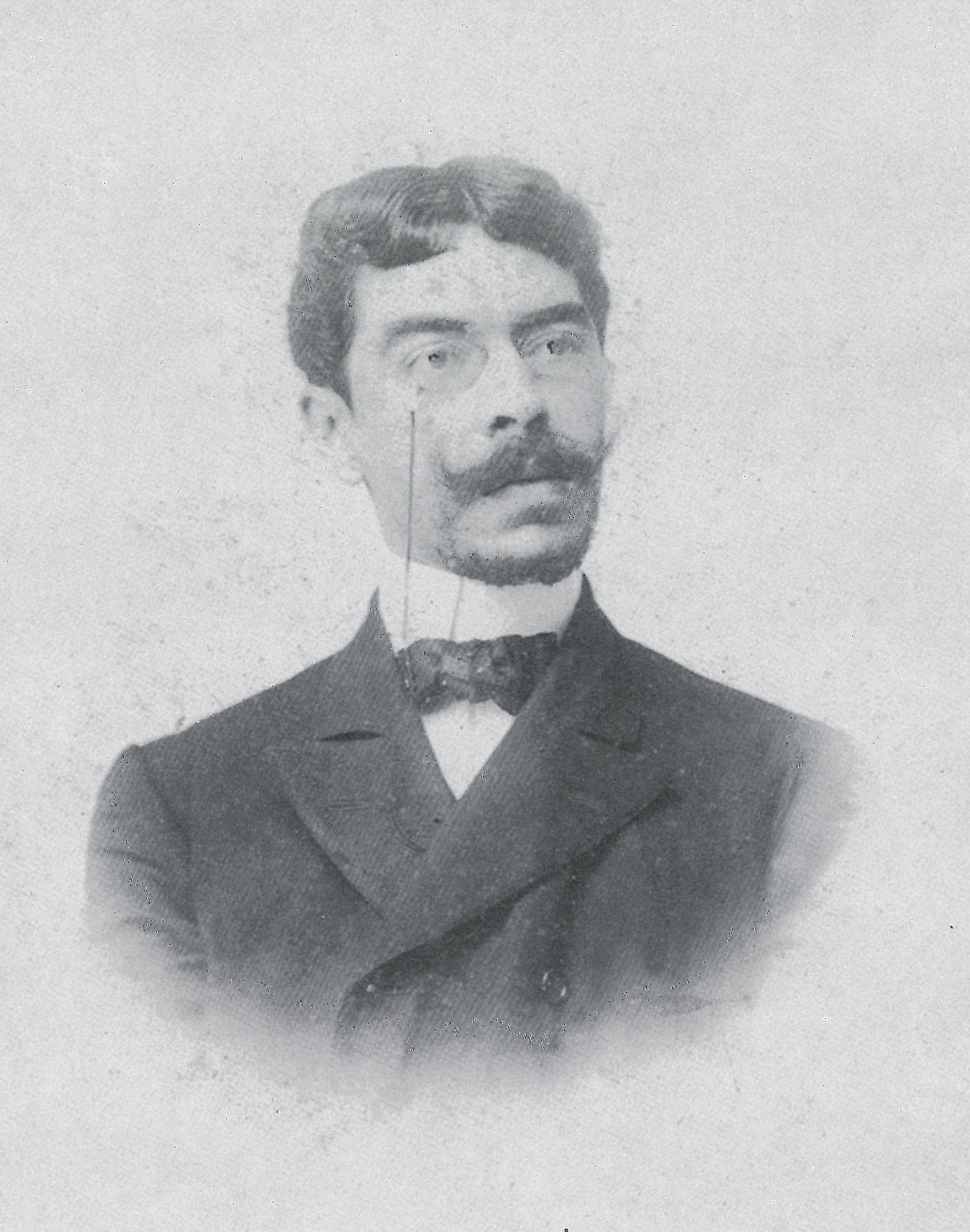
Clemente Palma, primer director del diario.

Fue fundado por el fotógrafo portugués Manuel Moral y Vega, y apareció el 7 de abril de 1912, con el lema de “Diario Ilustrado, Político, Independiente e Informativo”. Su director era Clemente Palma y su jefe de redacción José Gálvez Barrenechea, ambos destacados escritores. Pertenecía al mismo grupo que fundara y dirigiera las revistas Prisma y Variedades. Llegó a considerarse como el "gran diario popular del siglo".
La primera sede del diario se hallaba en el mismo estudio fotográfico de Moral, en la calle Mercaderes, a pocos pasos de la Plaza de Armas. Luego, Moral compró una casona en la calle Pando (hoy jirón Carabaya, cuadra 7, a la espalda de la Plaza San Martín) y allí instaló la nueva sede, donde permaneció por mucho tiempo. Por eso se le conoció también como el “diario de Pando”.
Resultó ser toda una novedad en el mundo periodístico limeño, debido a su formato de tabloide, que entonces fue visto como pequeño, pues los diarios solían ser de gran formato. También destacó por su cantidad de páginas (16, luego 24); por su abundancia de ilustraciones, que iban de 8 o 10 grabados, algo no visto hasta entonces en un diario peruano; y por una mayor agilidad en el comentario o la gacetilla. Su secretario de redacción José Gálvez Barrenechea ha descrito las dificultades que acarrearon imprimir las dieciséis páginas del periódico, pues la maquinaria solo permitía hacer ocho a la vez, por lo cual eran preparados desde la antevíspera la portada, las crónicas literarias y el folletín. Pero paulatinamente fue progresando. En 1913 modernizó su maquinaria y en 1917 instaló su primera rotativa.
Entre sus primeros redactores figuraban Héctor Argüelles, Ignacio Brandariz, Carlos Gamarra, Ricardo Vegas García, Ricardo Walter Stubbs, María Wiesse y Leonidas Yerovi; y como dibujantes Julio Málaga Grenet, José Alcántara Latorre y Pedro Challe.
Moral falleció súbitamente de un infarto cardiaco en 1913, mientras inspeccionaba los arreglos del nuevo local del diario. Sus dos publicaciones, La Crónica y Variedades, pasaron a manos de Clemente Palma como herencia. Palma era partidario de Augusto Leguía, y durante el Oncenio (1919-1930), puso a ambas publicaciones al servicio de dicho régimen. Cuando cayó Leguía en 1930, Palma se hallaba ya desligado de La Crónica. Mientras que Variedades dejó de circular en 1931.

## En las décadas de 1930 y 1940

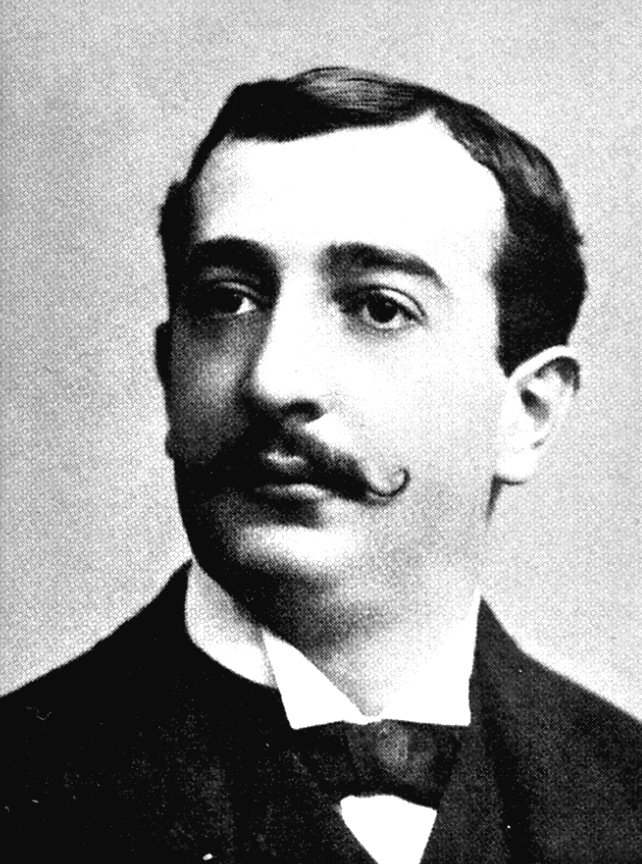
Rafael Larco Herrera, empresario que fue dueño de La Crónica entre 1931 y 1942.

Tras sufrir los efectos de la crisis mundial de 1929 y la caída de Leguía, la empresa fue reorganizada, asumiendo como director Pedro Dulanto y como presidente del directorio Manuel Cisneros Sánchez. Luego, en 1931, fue adquirida por el millonario norteño Rafael Larco Herrera, que por entonces era ministro de Hacienda de la Junta Nacional de Gobierno de Samanez. Larco era un empresario con vocación de político y tenía el propósito de usufructuar al diario para llegar a la presidencia de la República. Dejó sin embargo a los periodistas que se encargaran de lo noticioso, que ya tenía como sus puntales los deportes y los policiales.
En junio de 1933, durante el segundo gobierno del general Óscar R. Benavides, La  Crónica fue suspendida temporalmente, por declarar que el ejército bien podía cerrar al Congreso, que acababa de dar una ley que mandaba cortar los juicios a los culpables de la represión y a los negligentes en el cuidado del presidente Luis Sánchez Cerro, fallecido víctima de un atentado en abril.
Larco optó por apoyar el proyecto político a largo plazo de la familia Prado, que tenía como respaldo económico al Banco Popular del Perú. Siguiendo esa meta, el diario apoyó la candidatura de Jorge Prado Ugarteche durante las frustradas elecciones de 1936. Luego, apoyó a Manuel Prado Ugarteche en las elecciones de 1939. Para esta última campaña, Larco puso como condición acompañar a Prado como candidato a primer vicepresidente. Ambos triunfaron, pero la relación entre Prado y Larco se hizo dificultosa.
En 1942 Larco se vio obligado a vender La Crónica a la familia Prado porque había acumulado enormes deudas con el Banco Popular del Perú, de propiedad de dicha familia. Se formó entonces un consorcio cuyo directorio fue presidido nuevamente por Manuel Cisneros Sánchez.
La Crónica pasó así a ser controlada por el llamado “Imperio Prado” a través del Banco Popular, liderado por Mariano Ignacio Prado Heudebert y desde 1960 por su hijo Mariano Ignacio Prado Sosa (“Marianito”).
No obstante tales cambios, el periódico se orientó siempre hacia la información ágil, denotando especial preferencia por las campañas sociales, la actividad deportiva y los eventos locales.

## En los años 1950 y 1960
Empezando los años 1950, en plena dictadura odriísta, la empresa se mostraba próspera. El costo del ejemplar de La Crónica aumentó, así como el número de sus páginas. Fue entonces cuando la empresa decidió lanzar dos tabloides más, como subsidiarios del matutino: La Segunda, que aparecía a las once de la mañana, con dirección a provincias; y La Tercera (literalmente: 3ra. de La Crónica), vespertino, que se repartía desde las cinco de la tarde y tenía carácter deportivo. Este último estaba dirigido por Alfonso Pocho Rospigliosi. Ambos diarios aparecieron el 9 de diciembre de 1953. La Segunda se mantuvo solo por unos años, mientras que La Tercera habría de sobrevivir cuatro décadas.
Por entonces se hizo muy popular su sección de crónica policial, o «crónica roja», que logró los primeros lugares de preferencia, pero en la zona considerada de «segunda», pues nunca logró los niveles de calidad y credibilidad de los grandes diarios de Lima: La Prensa y El Comercio.  

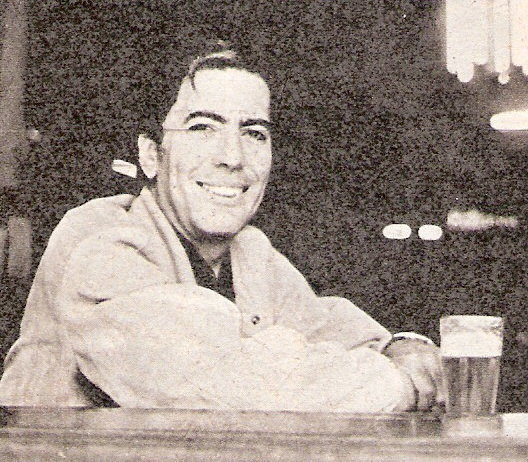
Mario Vargas Llosa ingresó como redactor en La Crónica, cuando tenía apenas 16 años.

Luis Herminio Becerra Ferreyra fue uno de los más connotados periodistas de la sección policial. Precisamente fue en esta sección donde un todavía adolescente Mario Vargas Llosa se inició en el periodismo, encontrando viejos y experimentados reporteros como el mencionado Becerra (a quien apodaban Don Luis o Becerrita), que le dieron las primeras lecciones de un oficio que no abandonaría nunca, aún después de convertirse en un consagrado escritor ganador del Premio Nobel de Literatura. De aquellos recuerdos, nacerían historias y personajes de su novela Conversación en La Catedral.
Por esos años, todos los diarios del grupo de La Crónica competían, con respecto a policiales y deportes, con el vespertino Última Hora, que el grupo de La Prensa había lanzado en 1950.
A partir de 1952 empezó una renovación del diario, cuando asumió su dirección el trujillano Pedro Morales Blondet. Ello significó el abandono del viejo estilo de los redactores bohemios y de crónica roja, imponiéndose más disciplina laboral. Este cambio coincidió con el traslado de la sede del diario, de la vieja casona de Pando a un amplio y moderno local en la avenida Tacna.
En las elecciones generales de 1956, La Crónica apoyó por segunda vez a la candidatura de Manuel Prado y se dice que las instalaciones del diario fueron usadas como local de campaña. Por entonces era presidente de su directorio Manuel Cisneros Sánchez, que llegó a ser premier y canciller del segundo gobierno de Prado.
Se convirtió también en el primer diario del Perú que hizo funcionar, en julio de 1968, una rotativa ófset Metro Gross, inaugurando a la vez un sistema de composición computarizado con máquinas IBM. Y por esa misma época incentivó también su política de suplementos culturales, como el dedicado a los escolares.

## Bajo la dictadura militar de la década de 1970

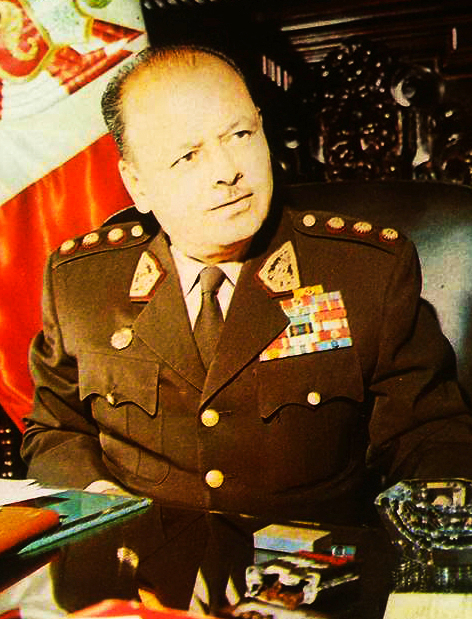
Durante el gobierno militar de Juan Velasco Alvarado, La Crónica y La Tercera fueron expropiadas.

Cuando en junio de 1970 el gobierno militar de Juan Velasco Alvarado nacionalizó el Banco Popular del Perú, se apropió al mismo tiempo de las acciones de La Crónica, entre otras muchas empresas que estaban prácticamente quebradas.
Mariano Prado Heudebert y su hijo fueron enjuiciados; al primero se le acusó de presunto delito de defraudación y estuvo detenido en el Hospital de Policía; el segundo se trasladó a España y se le condenó en ausencia.
De ese modo, La Crónica y su subsidiaria La Tercera fueron expropiadas de manera indirecta por el gobierno militar y puestas bajo el control de la Editora Perú (que tuvo también a su cargo al diario oficial El Peruano). Otros diarios de Lima fueron igualmente expropiados por la dictadura, aunque de distinta forma. Aunque La Crónica mantuvo su estilo informativo, se convirtió en vocero del gobierno militar, que se autodenominada “revolucionario”. En esta nueva etapa adoptó el nombre de La Nueva Crónica y tuvo como director a Augusto Rázuri (1971-1974).
En 1974 tomó la dirección Guillermo Thorndike, quien, al mando de un nuevo equipo periodístico, recuperó el nombre original de La Crónica, hizo diversos cambios de fondo y forma, y lanzó dos suplementos: Variedades y Mundial. Al mismo tiempo, se publicó una edición en quechua, de nombre Cronicawan, que circuló por seis meses, siendo su redactor Ángel Avendaño.
Aunque la etapa bajo la dirección de Thorndike fue corta (duró solo hasta 1975), se considera que fue una de las mejores del diario. Thorndike convirtió a un diario que estaba a punto de cerrar, en un buen periódico sensacionalista, al servicio del Estado.
Como nuevo director fue nombrado Luis Gonzales Posada (cuñado del general Velasco), quien permaneció por poco tiempo en el puesto. Se sucedieron después varios directores: Hernando Aguirre Gamio, Luis Silva Santisteban, José Luis Brousset Escobar y Carlos Quiroga.

## La etapa democrática de los años 1980
Con la vuelta de la democracia en 1980 con el segundo gobierno de Fernando Belaúnde Terry y la consecuente devolución de los diarios expropiados por la dictadura militar, La Crónica continuó bajo control estatal. Su dirección fue confiada a Augusto Tamayo Vargas (1980-1984), bajo la cual surgió otro suplemento, titulado Crónica cultural, que enfocaba el desenvolvimiento del arte, la literatura y las ciencias sociales.
En  su etapa final, su tiraje llegó a los 2500 ejemplares distribuidos a nivel nacional, cifra ya de por sí muy magra, aunque un gran porcentaje (unos mil) se repartía como ejemplares de cortesía. Sus últimos directores fueron: Rodolfo Orozco (1985), Ricardo Ramos Tremolada (1986), Jeanette Gamarra (1988) y Ricardo Cervera (1989-1990).

## Fin deLa Crónica
El diario cerró definitivamente el 22 de diciembre de 1990, debido a problemas económicos que venía arrastrando desde varios años. El gobierno de Alberto Fujimori dispuso el recorte del presupuesto que mantenía su funcionamiento. Uno de los últimos reportes fue el periodismo gonzo. Su archivo es resguardado por el diario El Peruano, también propiedad del Estado.
Con la creación de la Agencia de Noticias Andina, cuyo dueño también es el Estado peruano, la presidenta de Editora Perú, María del Pilar Tello, negó que hubiera planes a futuro para relanzar La Crónica como diario.